# Gloria Lynne
Gloria Lynne, właśc. Gloria Mai Wilson (ur. 23 listopada 1929 w Nowym Jorku, zm. 15 października 2013 w Newark) – amerykańska piosenkarka jazzowa.

## Życiorys
Gloria Lynne urodziła się 23 listopada 1929 w Harlem w Nowym Jorku w rodzinie Johna i Mary Wilson, śpiewaczki Gospel.
Zaczęła śpiewać w chórze kościelnym. W wieku 15 lat zdobyła pierwszą nagrodę w amatorskim teatrze Apollo. W latach 50.  występowała z nocnymi zespołami wokalnymi, jak również z Ellą Fitzgerald, nagrywała jako będąc członkinią takich grup jak: Enchanters i Dell-Tones.
Nagrywała jako solistka pod swoim nazwiskiem, choć większość jej prac została wydana pod pseudonimem na Everest i Fontana.
W czasie swojej kariery nagrała ponad 400 nagrań i znalazła się na ponad 25 albumach. Zmarła 15 października 2013 roku mając 83 lata.